# 哈尔滨农信村镇银行
哈尔滨农信村镇银行股份有限公司（简称哈尔滨农信村镇银行）是经中国银行业监督管理委员会批准设立、由哈尔滨农村商业银行股份有限公司作为主发起人并控股的新型农村金融机构。哈尔滨农信村镇银行于2012年3月9日正式成立，注册资本5000万元，设群力总行、新发支行、利民支行、王岗支行、太平支行共5个营业网点，从业人员135名。

## 资料来源
1. ↑  中国银行业监督管理委员会. . 2012-03-12  [2013-04-18]. （原始内容存档于2015-07-09） （中文）.